# La Fayette Grover
La Fayette Grover, född 29 november 1823 i Bethel, Maine, död 10 maj 1911 i Portland, Oregon, var en amerikansk demokratisk politiker.
Han avlade sin grundexamen vid Bowdoin College. Han studerade sedan juridik och inledde 1850 sin karriär som advokat i Philadelphia. Han flyttade 1851 till Oregon där han arbetade som advokat i Salem. Han blev snart åklagare och revisor. Han var ledamot av Oregonterritoriets representanthus 1853-1855.
Han var delegat till Oregons konstitutionskonvent 1857 och han invaldes som den första personen någonsin att representera Oregon i USA:s representanthus. Han var ledamot av representanthuset från februari till mars 1859 men ställde inte upp för omval. Han var verksam som advokat och med yllemanufakturen.
Grover var den fjärde guvernören i delstaten Oregon 1870-1877. Han var därefter ledamot av USA:s senat från Oregon 1877-1883. Han återvände därefter igen till arbetet som advokat. Han dog i Portland och hans grav finns på stadens Riverview Cemetery.

## Oregons omtvistade elektorsröst i 1876 års presidentval
I 1876 års omtvistade presidentval påstod guvernör Grover att en av delstatens tre republikanska elektorer, John Watts, inte hade rätt att delta i valet på grund av sin ställning som postmästare. Han bytte ut republikanen mot en demokrat. Valkommissionen ogiltigförklarade sedan Grovers beslut och alla tre Oregons röster gick till republikanen Rutherford B. Hayes. Situationen var kritisk, eftersom läget i elektorskollegiet utan Watts röst var 184-184.